# Ларионов, Владимир Петрович (учёный МЭИ)
Владимир Петрович Ларионов (1923 — 1998) — специалист в области техники высоких напряжений, молниезащиты летательных аппаратов. Заслуженный деятель науки и техники РСФСР, доктор технических наук, профессор кафедры Техники высоких напряжений (1972—1988) МЭИ. Научный руководитель отраслевой лаборатории молниезащиты летательных аппаратов.

## Биография
Владимир Петрович Ларионов родился в 1923 году. В 1946 году окончил Московский энергетический институт (МЭИ). После окончания ВУЗа был оставлен для учёбы в аспирантуре. В годы учёбы выезжал в Германию для участия в проведении репараций. В 1950 году защитил кандидатскую диссертацию, посвященную вопросам изучения электрических разрядам в длинных воздушных промежутках (научный руководитель профессор Сиротинский Л. И.).
В 1949 году, будучи аспирантом, устроился на работу во Всесоюзный электротехнический институт им. В. И. Ленина (ВЭИ). В 1955—1956 годах занимался исследованиями внутренних напряжений на промышленной высоковольтной линии электропередач в 500 кВ Куйбышев—Москва.
В 1957 году перешел на работу на кафедру Техники высоких напряжений (ТВН) МЭИ. В МЭИ занимал должности доцента, заместителя заведующего кафедрой. В 1968 году защитил докторскую диссертацию, связанную с проблемами использования высоких напряжений на высоких частотах. С 1972 по 1988 год работал на должности заведующего кафедрой Техники высоких напряжений.
Ларионов автор около 170 научных работ, включая учебники по технике высоких напряжений для вузов (1963, 1976) и техникумов (1982), учебника по электрофизическим основам ТВН (1993) и др. Под его руководством было подготовлено и защищено более 20 кандидатских диссертаций.
Член Советов по защите диссертаций в МЭИ и ВЭИ, член Академии Электротехнических наук, член редколлегии журнала «Электричество», Заслуженный деятель науки и техники РСФСР, руководитель научно-методической комиссии по технике Высоких напряжений Научно-методического Совета Минвуза СССР (1972—1988).
Область научных интересов: техника высоких напряжений, техника высоких напряжений и высоких частот, проблемы коронного разряда, исследование разрядной короны при наличии диэлектрических покрытий.
По совокупности работ по высокочастотной тематике с высокими напряжениями под руководством Владимира Петровича было подготовлено защищено пять кандидатских диссертаций (Колечицкий Е. С., Сергеев Ю. Г., Минеин В. Ф., Брехов В. М., Тарасова Т. Н., Иванов А. В.). Диссертация А. В. Иванова (1977) на тему «Применение электрографии для исследования объемных и поверхностных зарядов» внесла вклад в теорию разряда в длинных воздушных промежутках.
В 1977 году при участии Ларионова на кафедре ТВН была организована лаборатория молниезащиты летательных аппаратов. Работы на кафедре проводились совместно с организациями: ЛИИ, КБ Антонова и др. По результатам работ были подготовлены и защищены три кандидатские диссертации (Борисов Р. К., Бизяев А. С., Авакян Г. А.).

## Награды и звания
- Заслуженный деятель науки и техники РСФСР.

## Труды
- Молниезащита в электроэнергетике. Примеры и задачи (в соавторстве). М.: Знак, 1999.
- Основы молниезащиты. М.: Знак, 1999.
- Электрические разряды в воздухе при напряжении высокой частоты. Под редакцией В. П. Ларионова. М.: Энергия, 1969.